# 企业非法人分支机构
企业非法人分支机构，是中华人民共和国的一类经济组织。根据《中华人民共和国企业法人登记管理条例》第三十五条：“企业法人设立不能独立承担民事责任的分支机构，由该企业法人申请登记，经登记主管机关核准，领取《营业执照》，在核准登记的经营范围内从事经营活动。”
根据国家税务总局《关于跨地区经营汇总纳税企业所得税征收管理若干问题的通知》（国税函〔2009〕221号）第一条规定，二级分支机构是指总机构对其财务、业务、人员等直接进行统一核算和管理的领取非法人营业执照的分支机构。
例如，企业法人设立的分公司，不具有独立法人资格，但应当向驻地的工商局登记并领取营业执照。